# Cabanes perchées
Cabanes perchées (Treehouse Masters) est une émission de télévision américaine diffusée sur Animal Planet et en Europe sur Discovery Channel,.

## Synopsis
L'émission suit Pete Nelson, concepteur de maisons arboricoles, et son équipe lors de la réalisation de divers projets de construction au travers des États-Unis,,,.